# Climateprediction.net

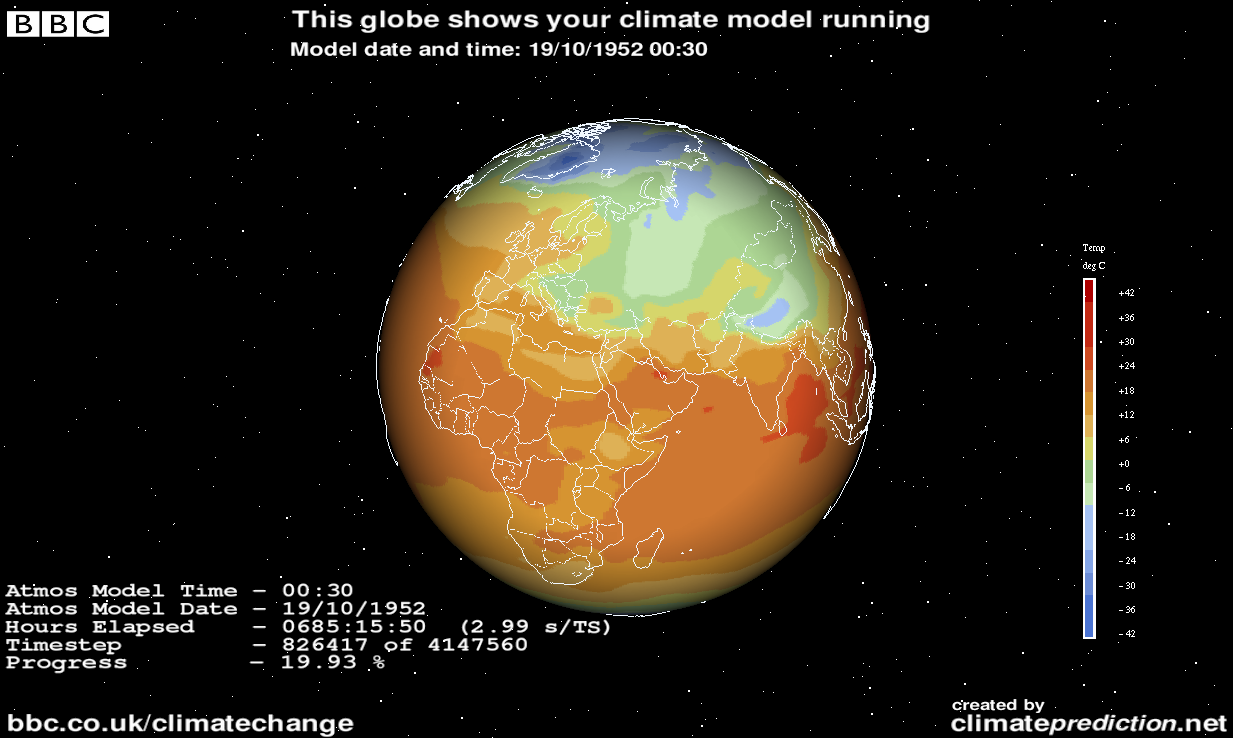
Protector de pantalla del Climateprediction.net bajo BOINC 5.4.9.

Climateprediction.net o CPDN es un proyecto de computación distribuida que busca investigar y reducir las incertidumbres en el modelado de predicciones climáticas corriendo cientos de miles de modelos en PCs comunes mientras éstos están inactivos. El proyecto pretende comprender cómo se afectan los modelos cuando se hacen pequeños cambios en alguno de los muchos parámetros que se sabe que tienen influencia en el clima global.
Al igual que otros proyectos como SETI@home, CPDN se basa en un modelo de computación voluntaria a través del programa BOINC en el cual participantes voluntarios aceptan correr algunos procesos del proyecto en sus computadoras personales. 
CPDN es mantenido principalmente por la Universidad de Oxford en Inglaterra. Ha conseguido más poder computacional y ha generado más datos que cualquier otro proyecto de modelado climatológico. Actualmente hay más de 30 000 participantes activos de 150 países con un total de más de 7 miles de millones de créditos BOINC, reportando alrededor de 75 teraflops (75 billones de operaciones por segundo) de poder de procesamiento.